# Abbaye de Lannoy
L'abbaye de Lannoy ou abbaye de Briostel est une ancienne abbaye d'abord bénédictine puis cistercienne située sur la commune de Roy-Boissy dans le département de l'Oise en Picardie. Les bâtiments subsistant font l'objet d'une inscription au titre des monuments historiques : l'ancien hôtel abbatial depuis 1988 et les anciens bâtiments conventuels, la ferme et l'ancien moulin depuis 2002.

## Histoire de l'abbaye

### La fondation
L'abbaye est sans doute fondée à la suite de la donation de deux petits seigneurs implantés en limite de la Picardie et de la Normandie. La première donation intervient en 1135, par Lambert de Bretizel, qui donne une terre sur la paroisse de Briotel, aujourd'hui Briot (Oise) au lieu-dit actuel d'Écorchevache, ainsi qu'une métairie située à Thieuloy (actuel Thieuloy-Saint-Antoine). Guillaume Bisette, son suzerain, confirme la fondation la même année par la donation de la moitié des terres de la paroisse de Briotel, ainsi qu'un quart de sa dîme et le cimetière de Marseille-en-Beauvaisis. Dès l'année suivante, un autre don est réalisé par trois frères, Bernier de Clermont, Ansoud et Hubert de Ronquerolles, issus d'une branche des comtes de Clermont, qui consiste en l'autre moitié de la paroisse. Au même moment, Simon de Bertelincourt et Nanteuil de Gaudechart donnent les terres de la paroisse de Thieuloy et d'une partie de Saint-Maur. Une communauté de douze moines, dirigé par l'abbé Osmond, vient s'installer au lieu-dit, venant  de l'abbaye de Beaubec, fondée en 1128 en Normandie, qui elle-même est une dépendance de l'abbaye bénédictine de Savigny.

### Déplacement et changement de règle
Les lieux de la première fondation se révélant insalubres, la communauté s'installe en 1137 dans la vallée du Petit Thérain, au lieu-dit Lannoy, à l'endroit d'un moulin, à la suite d'une donation du seigneur Mathieu de Ply (actuelle commune de Thérines), L'abbaye prend alors le nom de Notre-Dame de L'Aunoie, qui devient Lannoy, même si elle continue à se faire appeler parfois Briostel. À la mort d'Osmond en 1139, un nouvel abbé est désigné parmi la communauté en la personne d'Hugues, qui contribue à multiplier les donations de terres à l'abbaye par les petits seigneurs des alentours. Il obtient à plusieurs reprises la protection de la fondation par l'évêque de Beauvais.
En 1147, au début de l'abbatiat de Guillaume Ier, l'ensemble de la congrégation de Savigny passe de l'ordre de Cluny à l'ordre de Cîteaux. Lannoy se met alors à suivre la règle cistercienne. Après de nombreuses donations, l'abbé Guillaume obtient en 1162 du roi Louis VII sa protection et son exemption de toute justice séculière. Cette exemption est confirmée l'année suivante par une bulle du pape Alexandre III. Pendant toute la période, jusqu'au début du XIIIe siècle, les donations et échanges de terres et de droits se multiplient. Ainsi, par exemple, l'abbaye acquiert une maison à Beauvais en 1191, à l'angle de la rue des Jacobins et du Grenier à sel, qui devient par la suite l'hôtel de Lannoy.
Les donations étant de plus en plus éloignées de l'abbaye, des granges sont alors organisées, pour l’exploitation de ses terres. Elles sont ainsi installées à Montreuil-sur-Therain, à Orsimont, à Montceaux dit l'abbaye, à Monperthuis, à Halloy et à Thieuloy. Elles sont alors exploitées en faire-valoir direct, à la fois par des moines convers et par des serviteurs. Au début du XIVe siècle, les moines encouragent l'installation de métayers pour l'exploitation de leurs terres. Ceux-ci s'installent dans de nouveaux villages tels que celui d'Halloy, érigé en paroisse par lettre de fondation de l'évêque d'Amiens en 1307. En 1362, c'est au tour de Saint-Maur de recevoir un curé.

### Déclin et régime de commende
À la fin du XIVe siècle et dans le courant du siècle suivant, les propriétés de l'abbaye subissent de nombreux dégâts à l'occasion des combats de la guerre de Cent Ans. Les revenus de l'abbaye déclinent alors fortement. En 1528, un certain Jean de Sarcus, gouverneur de Hesdin, tente de faire élire par la force son fils à la tête de l'abbaye. Mis en échec, son fils parvient à ses fins en 1536 en obtenant de François Ier le titre d'abbé commendataire de l'abbaye à la mort du dernier abbé régulier. Charles de Montmorency, deuxième abbé commendataire, se fait construire un logis abbatial en face des bâtiments de l'abbaye. Le 21 mai 1592, l'abbaye et ses dépendances sont entièrement saccagées par les troupes huguenotes sous la conduite de Charles de Gontaut-Biron. En 1594, le nouvel abbé commendataire afferme en bloc les propriétés de l'abbaye à un fermier, à charge pour celui-ci de financer par ses revenus le fonctionnement de l'abbaye et la vie de ses moines, ainsi que les revenus de l'abbé. Ce mode de gestion se perpétue jusqu'à la Révolution.
En 1658, l'abbatiale, tant bien que mal restaurée à la suite des saccages de 1592, voit s'effondrer ses voûtes ainsi que le mur et les bas-côtés gauche. La restauration qui s'ensuit consiste en la destruction de la majeure partie de la nef, jusqu'alors longue de 37 m, ne conservant qu'une seule travée ainsi que le transept et le chœur. La communauté ne compte alors que 12 moines.
En 1662, la réforme de l'étroite observance est imposée de force par ordonnance royale à la communauté de cinq moines, auxquels sont adjoints douze nouveaux membres. Le nouvel abbé commendataire nommé en 1663, Claude Séguin, encourage cette réforme. En effet, cet ancien médecin du roi Louis XIII est envoyé, à sa demande, en retraite du monde à Lannoy à la suite du décès de sa femme. Il suit la même vie monacale que ses moines et fait ainsi reconstruire son hôtel abbatial pour l'aménager en cellule. Il fait reconstruire l'ensemble des bâtiments conventuels : salle capitulaire, dortoir, réfectoire, cloître et clôture de l'abbaye. Il fait embellir par ailleurs l'église abbatiale.
La grande tempête de 1705 détruit partiellement le logis abbatial et l'église. Ils sont rapidement reconstruits. Des inondations du Petit Thérain entraînent en 1743 puis en 1746 la destruction du pont, du moulin et du mur d'enceinte. Leur reconstruction partielle grève gravement les revenus de l'abbaye. Dans les années 1770, le grand maître des eaux et forêts de Picardie, nouveau gestionnaire des biens de l'abbaye, fait construire une maison de justice pour abriter les audiences de justice seigneuriale locale, mais aussi des annexes à l'hôtel abbatial. En 1790, à la fermeture de l'abbaye, il reste encore 8 religieux sur place. Le 28 janvier 1791, les bâtiments sont vendus comme biens nationaux, répartis en quatre lots : l'hôtel abbatial (8 125 livres), la maison conventuelle (20 300 livres), la ferme (6 800 livres) et le moulin (15 400 livres). L'abbatiale est vendue à démolir en 1810.

### Liste des abbés

#### Abbés réguliers
- 1135-1139 : Osmond
- 1139-1147 : Hugues
- 1147-1166 : Guillaume Ier
- 1166-1180 : Raoul
- 1180-1184 (?) : Roger Ier
- 1185-1190 (?) : Odon ou Eudes
- 1190-1196 : Philippe
- 1196-1203 : Renaud
- 1203-1205 : Jean Ier
- 1205-1208 : Robert
- 1208-1211 : Roger II
- 1211-1223 : Guillaume II de Châtillon
- 1223-1226 (?) : Simon
- 1227-1228 : Joscelin
- 1229-1251 : Pierre Ier
- 1251-1262 : Gilbert
- 1262-1274 : Pierre II
- 1274-1280 : Guillaume III
- 1280-1309 : Jean II
- 1309-1317 : Pierre III
- 1318-1335 (?) : Richard
- 1335-vers 1350 : Martin
- 1350-1366 : Guillaume IV
- 1366-1382 : Isambart
- 1382-1410 : Simon de la Haye
- 1410-vers 1420 : Pierre IV du Fresne
- 1420-1432 : Henri
- 1432-1448 : Jean III
- 1448-1466 : Pierre V Pipon
- 1466-1480 : Antoine de Mets
- 1480-1512 : Jean IV Asseline
- 1512-1528 : Christophe de Bonnière
- 1528-1536 : François de Fresne

#### Abbés commendataires
- 1536-1556 : Jean de Sarcus
- 1556-1592 : Charles de Montmorency
- 1592-1623 : François de Montmorency
- 1623-1647 : Philippe de Montmorency
- 1647-1663 : Claude de Bourdeille
- 1663-1681 : Claude Séguin
- 1681-1699 : Charles-Marie de Choiseul-Beaupré
- 1699-1719 : Charles Le Bourg de Montmorel
- 1721-1743 : Pierre Bernay de Favancourt
- 1743-1781 : Jean-Baptiste de La Rue de Lannoy
- 1781-1792 : Louis-Paul de Mauléon

## Architecture

### L'ancienne abbaye
Le bâtiment, tel que décrit à la fin du XVIIIe siècle, était entouré d'un mur d'enceinte construit en 1666. Les bâtiments conventuels, restaurés et transformés en 1658 mais aussi en 1670 et 1710, formaient un quadrilatère collé à l'abbatiale et formant ainsi un cloître en leur centre. L'église, édifiée principalement dans la seconde moitié du XIIe siècle, avait la forme d'une croix latine, avec un chœur long de 21 mètres sur 9 m de large, un transept de 30 m de long et une nef de 37 m de long avant sa destruction en 1658. La voûte atteignait la hauteur de 18 m. L'ensemble était de style gothique. Le chœur s'ouvrait sur cinq chapelles rayonnantes. Le maître-autel de l'abbatiale se trouve désormais dans l'église de Saint-Maur.

### Les bâtiments actuels
On peut toujours voir sur place l'ancien logis abbatial, construit par l'abbé commendataire à la fin du XVIe siècle. Il a été en grande partie reconstruit dans les années 1660-1670. La remise, une ancienne étable et une laiterie et le colombier ont été construits dans les années 1770. Le bâtiment abbatial pour ses façades et toitures, les communs, hors ceux du XXe siècle, les jardins et leur grille ainsi que les terrasses sont inscrits au titre des monuments historiques par arrêté du 30 mai 1988.
Les bâtiments conventuels subsistant datent principalement des XVIIe et XVIIIe siècles. On trouve à proximité l'ancienne maison de justice. Ce dernier bâtiment, construit dans les années 1770, comprenait autrefois deux pièces : une salle d'audience et une salle du conseil. L'ensemble a fait l'objet d'une restauration. Ces bâtiments, ainsi que la maison de justice, sont inscrits par arrêté du 2 avril 2002, tout comme l'ancienne ferme de l'abbaye, dite de la Basse-Cour, qui a fait l'objet d'une réhabilitation en 2010 et l'ancien moulin sur le Petit Thérain.